# Немоевский, Бонавентура
Бонавентура Веруш-Немоевский (пол. Bonawentura Wierusz-Niemojowski; 4 сентября 1787 — 15 июня 1835, Ванв, пригород Парижа) — польский политический и государственный деятель, писатель. Председатель Временного комитета польской эмиграции и польского Национального правительства в эмиграции (1831). Участник ноябрьского восстания 1830 года.

## Биография
Шляхтич герба Веруш. Родился в селе Слупи близ Кемпно. Учился у пиаристов в Варшаве, затем в Париже.
После возвращения из-за границы с 1820 году занимался политической деятельностью, был избран послом (депутатом) польского сейма от Калишского воеводства Царства Польского.
Активный участник калишской оппозиции, руководимой его братом Винценты Немоевским. Выступал с резкой критикой российских властей, нарушавших Конституцию Царства Польского. Одним из требований оппозиционной калишской фракции было предоставление независимости судебной власти, чему противились российские власти империи во главе с Александром I, который был также царём Царства Польского. За выступления в сейме был отстранён от выполнения депутатских полномочий и в течение года находился под домашним арестом.
Во время польского восстания 1830—1831 годов — член Национального правительства, занимал должности министра юстиции и позже министра внутренних дел. С 7 сентября 1831 — стал председателем правительства, сменив на этом посту Яна Круковецкого. Как лидер Национального польского правительства и радикальной части повстанцев, отказался вести переговоры с русскими властями, и высказывался в пользу продолжения восстания. Инициатор и участник обороны Варшавы.
После поражения восстания эмигрировал во Францию, жил в Брюсселе и Париже, где как председатель Временного национального польского комитета безуспешно пытался подчинить польских эмигрантов руководству этой организации.
За участие в польском восстании 1830 года в 1834 году приговорён властями Российской империи к смертной казни.
Автор ряда статей и работ на политические темы:
- Głosy posła kaliskiego na sejmie Królestwa Polskiego (1818)
- L’autokrate et la constitution du rayaume de Pologne (Брюссель, 1833)
- O ostatnich wypadkach rewolucji polskiej (Париж, 1833)
- Kilka słów do współrodaków z powodu fałszów przez J.B. Ostrowskiego w piśmie «Nowa Polska» (Париж, 1834)

Дядя  Людвика Немоевского (1823-1892), прозаика, драматурга, этнографа.
Похоронен в Париже на кладбище Пер-Лашез.